# Алтернативни центар за девојке
Алтернативни центар за девојке, основан 2013. године у Крушевцу, је феминистичка организација која се бави унапређењем и заштитом људских права жена и маргиналозованих група. Центар посебну пажњу поклања бризи за права девојака и девојчица и њиховој еманципацији. Алтернативни центар за девојке промовише феминистичке принципе,  солидарност и сестрињство.Полазна тачка рада АЦЗД-а је положај девојчица у свету и код нас и рад да се створе фер услови за њихова достигнућа и политички, друштвени и економски положај.

## Програм АЦЗД
АЦЗД кроз свој програм спроводи стратегије за подизање видљивости женског знања и рада, оснажујући младе жене и девојке. Програми АЦЗД-а се у форми едукације спроводе у доменима родно заснованог насиља, безбедности како у дигиталном простору тако и ван њега, менталног здравља и мировног женског активизма.

### Феминистичка пролећна школа
Кроз повезивање са другим женским мировним организацијама, мрежама и активисткињама, АЦЗД наставља тридесетогодишњу традицију мировног женског активизма на просторима бивше Југославије у превазилажењу подела насталих на транзиционим просторима. 
Заједно са Женском косовском мрежом, АЦЗД је 2014. године покренуо Феминистичку пролећну  школу која је наставила свој рад кроз сарадњу са организацијом Артполис из Приштине. Програм ове школе окупља младе жене, активисктиње из Србије и са Косова, рођене непосредно пре, током или након распада Југославије,  које својим радом, базираним на феминистичким принципима, утичу на разумевање политичког контекста, ратног наслеђа и друштвених промена.
Године 2018. је на БеФем фестивалу представљена брошура „Заједно стварамо историју – заједно градимо мир“ која представља збирку од седам прича које су написале учеснице Феминистичке пролећне школе о искуствима и мотивима да стварају везе које доприносе стварању одрживог мира. 

### Фонд за супер девојчице
АЦЗД је, инспирисан Међународним даном девојчица који се одржава сваке године 11 октобра, покренуо 2022. године кампању „Подржи супер девојчице“, која  је усмерена на сакупљње новчаних средстава за девојице узраста од 8 до 14 година за стипендије за развој талената и способности из области науке, уметности и спорта. Ова кампања је настала као одговор на неравноправан статус девојчица код нас и у свету, нарочито оних које долазе из сиромаштва и/или маргинализованих група становнштва.  Циљ кампање је да сваке године најмање 10 девојчица добије стипендије. АЦЗД сваке године добија велики број пријава за стипендијеи из тог разлога остварује сарадњу са компанијама широм Србије. Уз подршку Траг фондације, сваки уплаћени износ се дуплира све до прикупљеног потребног износа.

## Награде
2022. године награда Bring The Noize коју додљује БеФем